# 4발가락
"4발가락"은 2002년에 개봉한 대한민국의 영화이다.

## 캐스팅
- 허준호 : 아우디 역
- 이창훈 : 르까프 역
- 박준규 : 각 그랜져 역
- 이원종 : 해태 역
- 정은표 : 바텐더 역
- 권병준 : 웨이터 역
- 김갑수 : 박카스 역
- 정성모 : 홍두깨 역
- 안석환 : 에프 킬러 역
- 박승호 : 도대채 역
- 성은 : 성지희 역
- 이한갈 : 곰탕 역
- 정호빈 : 쑤시개 역
- 송금식 : 박 보스 역
- 정형기 : 물개 역
- 임서연 : 김미애 역
- 엄춘배 : 명 검사 역
- 김구택 : 김 검사 역
- 서진원 : 자두 역
- 박영록 : 이치로 역
- 이재구 : 변호사 역
- 염철호 : 아우디 부하 역
- 김준성 : 해태 부하 역
- 오순태 : 해태 부하 역
- 서현기 : 양아치 2 역
- 현철호 : 양아치 4 역
- 백봉기 : 청똘파 부하들 역
- 정의욱 : 부하 1 역
- 원태희 : 부하 8 역
- 최은석 : 아우디 부하 역
- 이창 : 기자 역